# Erlenhöhle
Die Erlenhöhle ist eine 263 m lange Höhle im Schwelmer Stadtgebiet, sie ist seit 1974 als Naturdenkmal des Ennepe-Ruhr-Kreises ausgewiesen, deren vielfältige Tierwelt – unter Berücksichtigung der relativ geringen Höhlengröße – bemerkenswert ist.

## Lage und Beschreibung
Die Erlenhöhle liegt im Westen von Schwelm in der Linderhauser Senke in einem bewaldeten Gebiet nahe der Stadtgrenze zu Wuppertal. Nördlich des 281,5 m hohen Krähenberges liegt sie westlich des namensgebenden Schwelmer Gehöftes Erlen. Der Zugang zur Höhle ist mit einem Tor gegen unbefugtes Betreten verschlossen.

## Geschichte
Die Höhle wurde 1902 während einer Fuchsjagd entdeckt. Während des Zweiten Weltkrieges wurde sie von den Schwelmern als Luftschutzbunker benutzt.
In den 1980er Jahren erfolgte eine faunistische Untersuchung, diese erbrachte den Nachweis zahlreicher Tierarten, die die Höhle als Schutz vor sommerlicher Hitze oder als Winterquartier aufsuchen. Weiter wurden auch Grundwassertiere („echte Höhlentiere“) wie Strudelwürmer und Höhlenflohkrebse nachgewiesen.
1997 erfolgte durch den Arbeitskreis Kluterthöhle e. V. (AKKH) nach einem Abschluss eines Betreuungsvertrages umfangreiche Vermessungsarbeiten, schon im Jahr zuvor wurde durch den AKKH die Höhle gereinigt und mit einem stabileren Tor versehen worden.

## Literarischer Schauplatz
Die Erlenhöhle ist ebenfalls als literarischer Schauplatz bekannt. Sie ist einer der zentralen Handlungsorte in dem 1974 verfilmten Roman Zündschnüre des Schwelmer Liedermachers und Schriftstellers Franz Josef Degenhardt.